# Skorpskinn
Skorpskinn (Peniophora cinerea) är en svampart som först beskrevs av Christiaan Hendrik Persoon, och fick sitt nu gällande namn av Mordecai Cubitt Cooke 1879. Skorpskinn ingår i släktet Peniophora och familjen Peniophoraceae.  Arten är reproducerande i Sverige. Inga underarter finns listade i Catalogue of Life.